# Vlevo dole
Vlevo dole je politický publicistický podcast zpravodajského serveru Seznam zprávy, bezplatně dostupný na všech podcastových platformách. Zaměřuje se primárně na českou politiku. Standardní epizody vychází každou středu v poledne a jsou doplněny o tzv. Reaktory (epizody reagující na aktuální dění) a Reportáže. Tvůrci pořadu jsou novináři Lucie Stuchlíková a Václav Dolejší, kteří společně komentují politické dění. Podcast je pravidelně publikován od prosince 2019 a řadí se mezi nejúspěšnější české podcasty, třikrát vyhrál cenu Podcast roku v kategorii zpravodajství a publicistika.

## Seznámení
Oba tvůrci podcastu se poprvé seznámili v květnu 2012 v kavárně Louvre, kdy se Václav Dolejší ocitl jako respondent v diplomové práci Lucie Stuchlíkové na téma Analýza novinářské práce se zdroji v závislosti na pohlaví novináře/novinářky. Jejich další setkání se odehrálo v redakci Hospodářských novin. V roce 2016 oba společně přešli do nově vzniklého projektu Seznam Zprávy. Následovalo založení vlastního autorského podcastu. První díl podcastu Vlevo dole vyšel 17.12.2019 pod jménem: Je Andrej Babiš opravdu „v pohodě“?

## Charakteristika
Jméno podcastu vymyslela Hana Němečková jako referenci na kauzu "Hitler je gentleman" exprezidenta Miloše Zemana, podle jehož nepravdivého tvrzení článek s tímto titulkem uveřejnil novinář Ferdinand Peroutka a to v časopise Přítomnost vlevo dole.   Podcast si zakládá i na kontaktu se svými fanoušky a pravidelně vyráží na výjezdy do terénu. Live show dělá primárně ve velkých městech jako Praha, Brno, ale objevuje se i v menších městech jako např. Neratovice. Mimo to pořádá podcast i tematické akce. Naposledy Volební štáb Vlevo dole, kdy tvůrci spolu se svými fanoušky a různými politiky sledovali sčítání hlasů prezidentských voleb pod taktovkou moderátorky Marie Bastlové. Podcast má i svůj merch, v podobě látkových tašek přes rameno, které však stále není možné oficiálně zakoupit.

## Epizody
Kategorie:
1. Klasický díl
2. Reaktor
3. Reportáž
4. Speciály

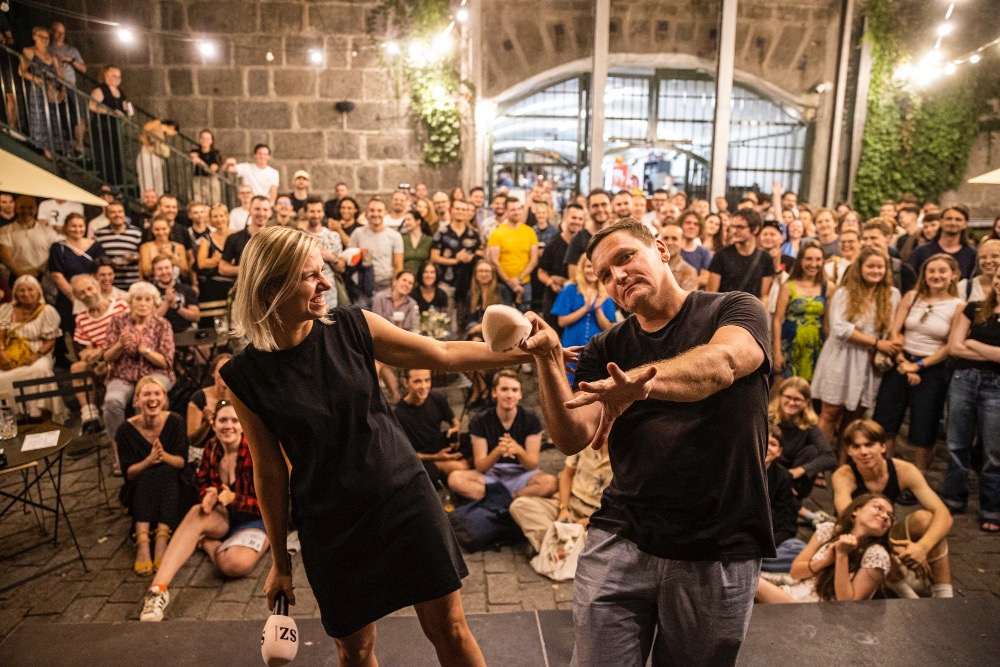
Vlevo dole na výjezdu v Brně

Klasické díly jsou publikovány pravidelně každou středu ve 12:00. Jejich délka se pohybuje okolo jedné hodiny. V epizodě se autoři zaměřují především na vytyčené téma např. Volba nového ředitele ČT, demografická krize, vyhlídky na nového ministra školství.
Reaktory jsou díly reagující na aktuální události na politické scéně. Název také odkazuje na vášeň Václava Dolejšího, malé modulární reaktory. V přibližné délce 20 minut řeší nepovedené politické kroky, či kauzy prosakující na povrch. Příkladem je Reaktor: Blažek trápí ODS. Jakou kartu dostane za „kajícného dealera“?
Reportáže se většinou odehrávají v poslanecké sněmovně, ale není výjimkou, že tvůrci podcastu zamíří na důležitý předvolební mítink, nebo sjezd politických stran.

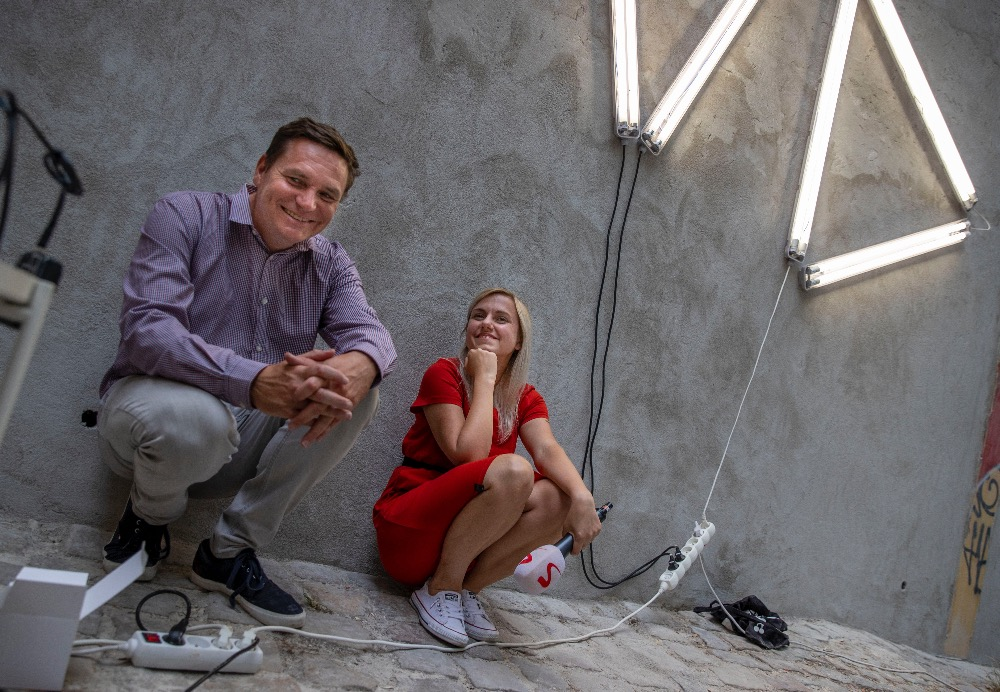
Vlevo dole při akci v Skautském institutu v Rybárně na Malé straně

Samostatnou kategorii si zasluhují speciály, jelikož zasahují do několika různých formátů. Přes léto jsou to Horké hlavy, kdy moderátoři zastávají navzájem rozdílná stanoviska a diváci svými hlasy rozhodují, kdo z nich je přesvědčil. Závěrem je poražený celé letní série povinen splnit prohranou sázku, což se ne vždy povede. V létě 2024 Lucie Stuchlíková dostala za úkol jet s Karlem Havlíčkem a jeho psem Betynou na výlet. A Václav Dolejší musel zařídit, že se objeví ve virálním tanečním videu na TikToku s Alenou Schillerovou.

## Úspěchy

### Ocenění
Vlevo dole se může chlubit třemi prvenstvími v anketě Podcast roku. Již v 3. ročníku této soutěže v roce 2021 obsadili 6. místo celkového pořadí. O rok později si polepšili na 5. příčku. V roce 2023 poprvé vyhráli v nově vzniklé kategorii Zpravodajství a publicistika a celkově se umístili 3. Rokem 2024 obhájili 1. místo ve své kategorii, s počtem 35 044 hlasů a v součtu byli čtvrtí.

### Nejposlouchanější epizody
1. Co řekl Fiala nově zvolenému prezidentovi? Byli jsme u toho![11]
2. Babiš+Fico+Orbán. Kdy ANO opustí první europoslanci?[12]
3. Zajímá vůbec Slováky, kdo bude jejich příštím prezidentem?[13]
4. Nečekaná hvězda voleb. Sázka na macho Turka se vyplácí[14]
5. Reaktor: Vládní rvačka v přímém přenosu. Tři roky to dusili, pak bouchly emoce[15][4]